# تریبس
تریبس (به لاتین: Trybsz) یک منطقهٔ مسکونی در لهستان است که در Gmina Łapsze Niżne واقع شده‌است.

## خصوصیات
تریبس ۸۰۰ نفر جمعیت دارد.